# Agustín Campana
Agustín Iván Campana (Buenos Aires, 2 de mayo de 1998) es un futbolista argentino que se desempeña como delantero. Su club actual es Ferrocarril Midland de la Primera B Metropolitana de la Argentina.

## Clubes
| Club             | País      | Año           |
| ---------------- | --------- | ------------- |
| Puerto Nuevo     | Argentina | 2019          |
| Claypole         | Argentina | 2020 - 2021   |
| Temperley        | Argentina | 2021 - 2022   |
| Brown de Adrogué | Argentina | 2023          |
| Talleres (RdE)   | Argentina | 2023-2024     |
| Midland          | Argentina | 2024-presente |

## Palmarés

### Títulos nacionales
| Título    | Club           | País      | Año  |
| --------- | -------------- | --------- | ---- |
| Primera B | Talleres (RdE) | Argentina | 2023 |